# Hypoponera sulcatinasis
Hypoponera sulcatinasis is een mierensoort uit de onderfamilie van de Ponerinae. De wetenschappelijke naam van de soort is voor het eerst geldig gepubliceerd in 1914 door Santschi.